# Polonne
Polonne (en ukrainien : Полонне) ou Polonnoïe (en russe : Полонное) est une ville de l'oblast de Khmelnytskyï en Ukraine. Sa population s'élevait à 20 000 habitants en 2025.

## Géographie
Polonne est arrosée par la rivière Khomora et se trouve à 86 km au nord-est de Khmelnytskyï.

## Histoire
Polonne est connue depuis 996 : elle devait alors des impôts à l'église Desyatynna du prince Volodymyr le Grand. Tout au long du Moyen Âge, Polonne était connue par son château. Elle bénéficiait de privilèges urbains (droit de Magdebourg). En 1648 environ 10 000 Juifs (dont le célèbre kabbaliste Samson ben Pesah Ostropoli (en)) sont assassinés par les troupes de Bohdan Khmelnytsky à la suite du Soulèvement de Khmelnytsky. Des milliers de Juifs meurent lors de la campagne de Pogroms antisémites en Russie perpétrée par des ukrainiens et par des soldats de l'Armée rouge à la suite de la révolution russe (1918-1920). Polonne a le statut de ville depuis 1938. Elle est située sur la ligne de chemin de fer Chepetivka – Berdytchiv. La ville possède diverses industries dont la porcelaine et la céramique.
À la veille de la Seconde Guerre mondiale, les Juifs sont 4171 habitants soit 30 % de la population totale. En août 1941, les Allemands assassinent 100 hommes de la ville. En septembre, 1 275 personnes, lors d'exécutions de masse dans la forêt voisine. En octobre, 1 200 juifs de la ville et des villages voisins sont enfermés dans un ghetto, contraints aux travaux forcés et gardés par policiers ukrainiens. Les conditions sont exécrables, ils souffrent d'épidémie de typhus et de ponctuelles exécutions des plus faibles. Le 25 juin 1942, 1750 juifs du ghetto sont exécutés sur un site proche de la gare de Poninka. La ville est libérée par l'Armée rouge le 8 janvier 1944.

## Population
Recensements (*) ou estimations de la population :
| 1923*  | 1926*  | 1939*  | 1959*  | 1970*  |
| ------ | ------ | ------ | ------ | ------ |
| 14 975 | 16 190 | 13 809 | 19 775 | 22 484 |

| 1979*  | 1989*  | 2001*  | 2012   | 2013   |
| ------ | ------ | ------ | ------ | ------ |
| 23 392 | 24 402 | 23 211 | 21 885 | 21 749 |

## Personnalité
- Peretz Markish, célèbre poète Yiddish est né dans la ville en 1895. Un musée lui est consacré dans l'ancienne synagogue.
- Leo Mol : sculpteur canadien est né à Polonne en 1915.